# Joachim Witte
Joachim Witte (* 1921 in Halberstadt) ist ein deutscher Regisseur, Drehbuch- und Hörspielautor. Er schrieb  13 Jahre lang an der Familien-Hörspielserie Neumann, zweimal klingeln mit.

## Hörspiele
Regisseur
- 1953: Friedrich Wolf: Krassin rettet Italia
- 1956: Béla Balázs: Wolfgang Amadeus Mozart
- 1957: Gerhard Stübe/Hans Busse: Der Schellenmann
- 1958: Bruno Apitz: Nackt unter Wölfen
- 1959: Werner Bräunig: Waffenbrüder
- 1960: Joachim Knauth: Die sterblichen Götter
- 1977: Barbara Neuhaus: Schweigegeld

Autor
- 1968: Der Aufräumungseinsatz – Regie: Joachim Gürtner
- 1968: Die Geburtshelfer – Regie: Joachim Gürtner
- 1972: Aschermittwoch – Regie: Joachim Gürtner
- 1972: Die wilden Ritter der Reckeburg – Regie: Joachim Gürtner
- 1973: Die Arnsroder Schlacht – Regie: Joachim Gürtner
- 1974: Alle Jahre wieder – Regie: Joachim Gürtner

Regisseur und Autor
- 1959: Die Dame und der Blinde
- 1961: Stunde der Angst
- 1975: Die Schlange (Hörspielreihe: Neumann, zweimal klingeln – Rundfunk der DDR)
- 1979: Otto’s Otto (Hörspielreihe: Neumann, zweimal klingeln – Rundfunk der DDR)